# III. općinska nogometna liga Slavonski Brod 1983./84.
III. općinska nogometna liga Slavonski Brod ("Treća općinska nogometna liga Slavonski Brod") za sezonu 1983./84. je bila liga osmog stupnja nogometnog prvenstva Jugoslavije. 

Liga je igrana u dvije skupine:
- "Istok" – 12 klubova, prvak "Slavonac" iz Starih Perkovaca
- "Zapad" – 10 klubova, prvak "Slavonac" iz Slavonskog Kobaša

## Istok
Ljestvica
| mj. | klub                    | ut. | pob. | ner. | por. | gol+ | gol- | bod |
| --- | ----------------------- | --- | ---- | ---- | ---- | ---- | ---- | --- |
| 1.  | Slavonac Stari Perkovci | 22  | 16   | 3    | 3    | 56   | 22   | 35  |
| 2.  | Raketa Beravci          | 22  | 13   | 3    | 6    | 45   | 24   | 29  |
| 3.  | Slavonija Prnjavor      | 22  | 11   | 6    | 5    | 48   | 31   | 28  |
| 4.  | Mladost Bicko Selo      | 22  | 10   | 6    | 6    | 53   | 34   | 26  |
| 5.  | Omladinac Novi Grad     | 22  | 9    | 7    | 6    | 46   | 34   | 25  |
| 6.  | Mladost Divoševci       | 22  | 9    | 6    | 7    | 36   | 33   | 24  |
| 7.  | Mladost Čajkovci        | 22  | 9    | 4    | 9    | 45   | 44   | 22  |
| 8.  | Jedinstvo Kruševica     | 22  | 6    | 7    | 9    | 45   | 50   | 19  |
| 9.  | Posavac Kupina          | 22  | 5    | 9    | 8    | 38   | 44   | 19  |
| 10. | Šokadija Sredanci       | 22  | 7    | 1    | 14   | 43   | 48   | 15  |
| 11. | Gaj Poljanci            | 22  | 4    | 7    | 11   | 29   | 69   | 15  |
| 12. | Poljice Selna           | 22  | 4    | 3    | 15   | 26   | 74   | 11  |

Rezultatska križaljka
| kratica | klub                    | GAJ | JED | MLADBS | MLAČ | MLAD | OML | POLJ | POS | RAK | SLAVA | SLAVI | ŠOK |
| --- | ----------------------- | --- | --- | ------ | ---- | ---- | --- | ---- | --- | --- | ----- | ----- | --- |
| GAJ | Gaj Poljanci            |     |     |        |      |      |     |      |     |     |       |       |     |
| JED | Jedinstvo Kruševica     |     |     |        |      |      |     |      |     |     |       |       |     |
| MLABS | Mladost Bicko Selo      |     |     |        |      |      |     |      |     |     |       |       |     |
| MLAČ | Mladost Čajkovci        |     |     |        |      |      |     |      |     |     |       |       |     |
| MLAD | Mladost Divoševci       |     |     |        |      |      |     |      |     |     |       |       |     |
| OML | Omladinac Novi Grad     |     |     |        |      |      |     |      |     |     |       |       |     |
| POLJ | Poljice Selna           |     |     |        |      |      |     |      |     |     |       |       |     |
| POS | Posavac Kupina          |     |     |        |      |      |     |      |     |     |       |       |     |
| RAK | Raketa Beravci          |     |     |        |      |      |     |      |     |     |       |       |     |
| SLAVA | Slavonac Stari Perkovci |     |     |        |      |      |     |      |     |     |       |       |     |
| SLAVI | Slavonija Prnjavor      |     |     |        |      |      |     |      |     |     |       |       |     |
| ŠOK | Šokadija Sredanci       |     |     |        |      |      |     |      |     |     |       |       |     |
| |                         |     |     |        |      |      |     |      |     |     |       |       |     |
| podebljan rezultat - utakmice od 1. do 11. kola (1. utakmica između klubova) rezultat normalne debljine - utakmice od 12. do 22. kola (2. utakmica između klubova) rezultat nakošen - nije vidljiv redoslijed odigravanja međusobnih utakmica iz dostupnih izvora rezultat smanjen * - iz dostupnih izvora nije uočljiv domaćin susreta prekrižen rezultat - poništena ili brisana utakmica p - utakmica prekinuta 3:0 p.f. / 0:3 p.f. - rezultat 3:0 bez borbe |                         |     |     |        |      |      |     |      |     |     |       |       |     |

 Izvori: 

## Zapad
Ljestvica
| mj. | klub                        | ut. | pob. | ner. | por. | gol+ | gol- | bod |
| --- | --------------------------- | --- | ---- | ---- | ---- | ---- | ---- | --- |
| 1.  | Slavonac Slavonski Kobaš    | 18  | 15   | 2    | 1    | 61   | 10   | 32  |
| 2.  | Nikola Tesla Slavonski Brod | 18  | 11   | 3    | 4    | 39   | 26   | 25  |
| 3.  | Posavac Kaniža              | 18  | 10   | 4    | 4    | 47   | 28   | 24  |
| 4.  | Slavonac Bukovlje           | 18  | 9    | 4    | 5    | 52   | 25   | 22  |
| 5.  | Graničar Klakar             | 18  | 7    | 5    | 6    | 31   | 26   | 19  |
| 6.  | Vatrogasac Grižići          | 18  | 6    | 2    | 10   | 24   | 34   | 14  |
| 7.  | Omladinac Ciglenik          | 18  | 5    | 4    | 9    | 35   | 62   | 14  |
| 8.  | Slavonija Slavonski Brod    | 18  | 5    | 3    | 10   | 27   | 49   | 13  |
| 9.  | Dilj                        | 18  | 5    | 1    | 12   | 21   | 62   | 11  |
| 10. | BSK Bartolovci              | 18  | 2    | 4    | 12   | 19   | 58   | 8   |

Rezultatska križaljka
| kratica | klub                        | BSK | DILJ | GRA | NIKT | OML | POS | SLAVAB | SLAVASK | SLAVI | VAT |
| --- | --------------------------- | --- | ---- | --- | ---- | --- | --- | ------ | ------- | ----- | --- |
| BSK | BSK Bartolovci              |     |      |     |      |     |     |        |         |       |     |
| DILJ | Dilj                        |     |      |     |      |     |     |        |         |       |     |
| GRA | Graničar Klakar             |     |      |     |      |     |     |        |         |       |     |
| NIKT | Nikola Tesla Slavonski Brod |     |      |     |      |     |     |        |         |       |     |
| OML | Omladinac Ciglenik          |     |      |     |      |     |     |        |         |       |     |
| POS | Posavac Kaniža              |     |      |     |      |     |     |        |         |       |     |
| SLAVAB | Slavonac Bukovlje           |     |      |     |      |     |     |        |         |       |     |
| SLAVASK | Slavonac Slavonski Kobaš    |     |      |     |      |     |     |        |         |       |     |
| SLAVI | Slavonija Slavonski Brod    |     |      |     |      |     |     |        |         |       |     |
| VAT | Vatrogasac Grižići          |     |      |     |      |     |     |        |         |       |     |
| |                             |     |      |     |      |     |     |        |         |       |     |
| podebljan rezultat - utakmice od 1. do 9. kola (1. utakmica između klubova) rezultat normalne debljine - utakmice od 10. do 18. kola (2. utakmica između klubova) rezultat nakošen - nije vidljiv redoslijed odigravanja međusobnih utakmica iz dostupnih izvora rezultat smanjen * - iz dostupnih izvora nije uočljiv domaćin susreta prekrižen rezultat - poništena ili brisana utakmica p - utakmica prekinuta 3:0 p.f. / 0:3 p.f. - rezultat 3:0 bez borbe |                             |     |      |     |      |     |     |        |         |       |     |

 Izvori: 

## Unutrašnje poveznice
- I. općinska liga Slavonski Brod 1983./84.
- II. općinska liga Slavonski Brod 1983./84.